# Василид (эпикуреец)
Василид (др.-греч. Βασιλείδης; около 250 — около 175 гг. до н. э.) — философ-эпикуреец, который сменил Дионисия из Ламптры как глава Афинской эпикурейской школы в 205 году до н. э.. Неизвестно, кто стал его преемником — Аполлодор или Феспий.
Существует гипотеза о том, что этот Василид — одно лицо с Василидом Тирским.